# Lalanne (Gers)
Lalanne is een gemeente in het Franse departement Gers (regio Occitanie) en telt 114 inwoners (2009). De plaats maakt deel uit van het arrondissement Condom.

## Het huidige dorp
Lalanne is gelegen aan de D28. Het meest opvallende gebouw in het dorp is de kerk. Er zijn twee monumenten in het dorp.

## Geografie
De oppervlakte van Lalanne bedraagt 5,6 km², de bevolkingsdichtheid is dus 20,4 inwoners per km².
De onderstaande kaart toont de ligging van Lalanne (Gers) met de belangrijkste infrastructuur en aangrenzende gemeenten.

## Demografie
Onderstaande figuur toont het verloop van het inwonertal (bron: INSEE-tellingen)).